# Сборная Исландии по футболу (до 17 лет)
Сборная Исландии по футболу до 17 лет — национальная сборная Исландии, в составе которой могут выступать футболисты страны в возрасте до 17 лет. Собирается команда под руководством Федерации футбола Исландии. Сборная Исландии трижды участвовала на чемпионатах Европы до 17 лет, отобравшись на турниры 2007, 2012 и 2019 годов, но каждый раз не проходила дальше группового этапа.

## Статистика выступлений на чемпионатах Европы (с 2002 года)
| Год   | Итог                              | И                                 | В                                 | Н                                 | П                                 | МЗ                                | МП                                |
| ----- | --------------------------------- | --------------------------------- | --------------------------------- | --------------------------------- | --------------------------------- | --------------------------------- | --------------------------------- |
| 2002  | Отборочный этап                   | Отборочный этап                   | Отборочный этап                   | Отборочный этап                   | Отборочный этап                   | Отборочный этап                   | Отборочный этап                   |
| 2003  | Первый квалификационный раунд     | Первый квалификационный раунд     | Первый квалификационный раунд     | Первый квалификационный раунд     | Первый квалификационный раунд     | Первый квалификационный раунд     | Первый квалификационный раунд     |
| 2004  | Второй квалификационный раунд     | Второй квалификационный раунд     | Второй квалификационный раунд     | Второй квалификационный раунд     | Второй квалификационный раунд     | Второй квалификационный раунд     | Второй квалификационный раунд     |
| 2005  | Квалификационный раунд            | Квалификационный раунд            | Квалификационный раунд            | Квалификационный раунд            | Квалификационный раунд            | Квалификационный раунд            | Квалификационный раунд            |
| 2006  | Квалификационный раунд            | Квалификационный раунд            | Квалификационный раунд            | Квалификационный раунд            | Квалификационный раунд            | Квалификационный раунд            | Квалификационный раунд            |
| 2007  | Групповой этап                    | 3                                 | 0                                 | 0                                 | 3                                 | 1                                 | 10                                |
| 2008  | Квалификационный раунд            | Квалификационный раунд            | Квалификационный раунд            | Квалификационный раунд            | Квалификационный раунд            | Квалификационный раунд            | Квалификационный раунд            |
| 2009  | Квалификационный раунд            | Квалификационный раунд            | Квалификационный раунд            | Квалификационный раунд            | Квалификационный раунд            | Квалификационный раунд            | Квалификационный раунд            |
| 2010  | Квалификационный раунд            | Квалификационный раунд            | Квалификационный раунд            | Квалификационный раунд            | Квалификационный раунд            | Квалификационный раунд            | Квалификационный раунд            |
| 2011  | Элитный раунд                     | Элитный раунд                     | Элитный раунд                     | Элитный раунд                     | Элитный раунд                     | Элитный раунд                     | Элитный раунд                     |
| 2012  | Групповой этап                    | 3                                 | 0                                 | 1                                 | 2                                 | 2                                 | 4                                 |
| 2013  | Квалификационный раунд            | Квалификационный раунд            | Квалификационный раунд            | Квалификационный раунд            | Квалификационный раунд            | Квалификационный раунд            | Квалификационный раунд            |
| 2014  | Элитный раунд                     | Элитный раунд                     | Элитный раунд                     | Элитный раунд                     | Элитный раунд                     | Элитный раунд                     | Элитный раунд                     |
| 2015  | Элитный раунд                     | Элитный раунд                     | Элитный раунд                     | Элитный раунд                     | Элитный раунд                     | Элитный раунд                     | Элитный раунд                     |
| 2016  | Элитный раунд                     | Элитный раунд                     | Элитный раунд                     | Элитный раунд                     | Элитный раунд                     | Элитный раунд                     | Элитный раунд                     |
| 2017  | Отборочный раунд                  | Отборочный раунд                  | Отборочный раунд                  | Отборочный раунд                  | Отборочный раунд                  | Отборочный раунд                  | Отборочный раунд                  |
| 2018  | Элитный раунд                     | Элитный раунд                     | Элитный раунд                     | Элитный раунд                     | Элитный раунд                     | Элитный раунд                     | Элитный раунд                     |
| 2019  | Групповой этап                    | 3                                 | 1                                 | 0                                 | 2                                 | 6                                 | 8                                 |
| 2020  | Не проводились в связи с COVID-19 | Не проводились в связи с COVID-19 | Не проводились в связи с COVID-19 | Не проводились в связи с COVID-19 | Не проводились в связи с COVID-19 | Не проводились в связи с COVID-19 | Не проводились в связи с COVID-19 |
| 2021  | Не проводились в связи с COVID-19 | Не проводились в связи с COVID-19 | Не проводились в связи с COVID-19 | Не проводились в связи с COVID-19 | Не проводились в связи с COVID-19 | Не проводились в связи с COVID-19 | Не проводились в связи с COVID-19 |
| 2022  | Отборочный раунд                  | Отборочный раунд                  | Отборочный раунд                  | Отборочный раунд                  | Отборочный раунд                  | Отборочный раунд                  | Отборочный раунд                  |
| 2023  | Элитный раунд                     | Элитный раунд                     | Элитный раунд                     | Элитный раунд                     | Элитный раунд                     | Элитный раунд                     | Элитный раунд                     |
| 2024  | Отборочный раунд                  | Отборочный раунд                  | Отборочный раунд                  | Отборочный раунд                  | Отборочный раунд                  | Отборочный раунд                  | Отборочный раунд                  |
| 2025  | Элитный раунд                     | Элитный раунд                     | Элитный раунд                     | Элитный раунд                     | Элитный раунд                     | Элитный раунд                     | Элитный раунд                     |
| 2026  | будет известнее позднее           | будет известнее позднее           | будет известнее позднее           | будет известнее позднее           | будет известнее позднее           | будет известнее позднее           | будет известнее позднее           |
| 2027  | будет известнее позднее           | будет известнее позднее           | будет известнее позднее           | будет известнее позднее           | будет известнее позднее           | будет известнее позднее           | будет известнее позднее           |
| Всего | 3/21                              | 9                                 | 1                                 | 1                                 | 7                                 | 9                                 | 22                                |

## Состав
Следующие игроки были вызваны в состав сборной на матчи квалификации на чемпионат Европы 2025 года против Северной Македонии (30 октября 2024), Эстонии (2 ноября 2024) и Испании (5 ноября 2024).
| № | Позиция | Игрок                         | Дата рождения / возраст   | Матчи | Голы | Клуб          |
| - | ------- | ----------------------------- | ------------------------- | ----- | ---- | ------------- |
|   | Вр      | Сигюрдюр Йёкюдль Ингвасон     | 26 марта 2008 (17 лет)    |       |      | Мидтьюлланн   |
|   | Вр      | Гильви Берг Снайхоульм        | 21 сентября 2008 (16 лет) |       |      | Брейдаблик    |
|   |         |                               |                           |       |      |               |
|   | Защ     | Кетидль Орри Кетильссон       | 16 июля 2008 (17 лет)     |       |      | Хабнарфьордюр |
|   | Защ     | Асбьёдн Линдаль Аднарссон     | 14 февраля 2008 (17 лет)  |       |      | Тоур          |
|   | Защ     | Гвюдмар Гёйти Сайварссон      | 16 февраля 2008 (17 лет)  |       |      | Филькир       |
|   | Защ     | Стирмир Йоуханн Эдлертссон    | 28 июля 2008 (16 лет)     |       |      | Акранес       |
|   | Защ     | Биркир Храбн Самуэльссон      | 19 марта 2008 (17 лет)    |       |      | Акранес       |
|   | Защ     | Сёльви Снайр Аусгейрссон      | 29 мая 2008 (17 лет)      |       |      | Гриндавик     |
|   | Защ     | Эйидль Орри Аднарссон         | 21 марта 2008 (17 лет)    |       |      | Мидтьюлланн   |
|   |         |                               |                           |       |      |               |
|   | Защ     | Сверрир Паудль Ингасон        | 5 ноября 2008 (16 лет)    |       |      | Тоур          |
|   | Защ     | Йоун Бреки Гвюдмюндссон       | 15 февраля 2008 (17 лет)  |       |      | Акранес       |
|   | Защ     | Гюннар Орри Ольсен            | 15 марта 2008 (17 лет)    |       |      | Копенгаген    |
|   | Защ     | Хельги Хафстейнн Йоуханнссон  | 7 июля 2008 (17 лет)      |       |      | Ольборг       |
|   |         |                               |                           |       |      |               |
|   | Нап     | Тоумас Оули Кристьяунссон     | 27 февраля 2008 (17 лет)  |       |      | Орхус         |
|   | Нап     | Эйнар Фрейр Халльдоурссон     | 16 сентября 2008 (16 лет) |       |      | Тоур          |
|   | Нап     | Габриэль Снайр Гюннарссон     | 23 июля 2008 (16 лет)     |       |      | Акранес       |
|   | Нап     | Виктор Бьярки Дадасон         | 30 июня 2008 (17 лет)     |       |      | Копенгаген    |
|   | Нап     | Бьёргвин Брими Андрьессон     | 3 июля 2008 (17 лет)      |       |      | Рейкьявик     |
|   | Нап     | Каран Гурунг                  | 21 марта 2008 (17 лет)    |       |      | Лейкнир       |
|   | Нап     | Алехсандер Мауни Гвюдьоунссон | 17 июня 2009 (16 лет)     |       |      | Стьярнан      |